# Mohammad-Dschafar-Abadei-Moschee
Die Mohammad-Dschafar-Abadei-Moschee (persisch مسجد محمدجعفر آباده ای Masdsched-e Mohammad Dschafar Abadaei [mæsd͡ʒɛd ɛ mohæmmæd d͡ʒæfæɾ ɛ ɑbɑdɛi]) ist eine im Jahre 1878 erbaute Moschee in Isfahan, Iran. Ihr Gründer war der Geistliche Mohammad Dschafar Abadei aus der Kadscharen-Ära. 
Die Moschee ist bekannt wegen ihrer Keramikfliesen und ihrer Architektur.